# Battaglia di Goroszló
La battaglia di Goroszló aprì la seconda fase della Lunga Guerra che dal 1593 vedeva combattersi gli Asburgo e l'Impero ottomano. Combattuta il 3 agosto 1601 presso la piana del fiume rumeno Guruslău, la battaglia consegnò al generale asburgico Giorgio Basta ed al suo alleato Michele il Coraggioso, voivoda di Valacchia, la Transilvania, precedentemente sotto il controllo ottomano.

## Antefatto
Dopo sette anni di conflitto, la guerra voluta dall'imperatore Rodolfo II d'Asburgo contro Istanbul era giunta ad una fase di ristagno. I voivoda dei Principati danubiani, inizialmente favorevoli all'Asburgo, avevano iniziato a farsi la guerra l'un l'altro nel tentativo di riunire le corone di Valacchia, Transilvania e Moldavia sotto un unico scettro. Inizialmente favorevole al voivoda (principe) transilvano Sigismondo Báthory, la fortuna aveva poi arriso al voivoda valacco Michele il Coraggioso che, dopo le vittorie nella battaglia di Șelimbăr e nella battaglia di Bacău, aveva annesso la Transilvania e la Moldavia.
Divenuto ormai troppo potente agli occhi del sospettoso Rodolfo, Michele era stato sconfitto dalle truppe austriache di Giorgio Basta nella battaglia di Mirăslău (18 settembre 1600) e costretto alla fuga. Nel frattempo, il moldavo hetman Simion Movilă, appoggiato dalle truppe della potente Confederazione Polacco-Lituana, occupava la Valacchia consegnando formalmente la Transilvania agli Asburgo.
L'incapacità di Basta di annettere saldamente la Transilvania, tornata a ribellarsi sotto i vessilli del vecchio voivoda Sigismondo, la rivolta anti-moldava dei Valacchi guidati da Nicolae Pătraşcu, figlio di Michele, e l'abilità diplomatica dello stesso Michele, portatosi alla corte di Rodolfo a Praga nel febbraio del 1601, costrinsero gli Asburgo a fare nuovamente affidamento sul voivoda valacco per ristabilire l'ordine nei Principati danubiani.

## La battaglia

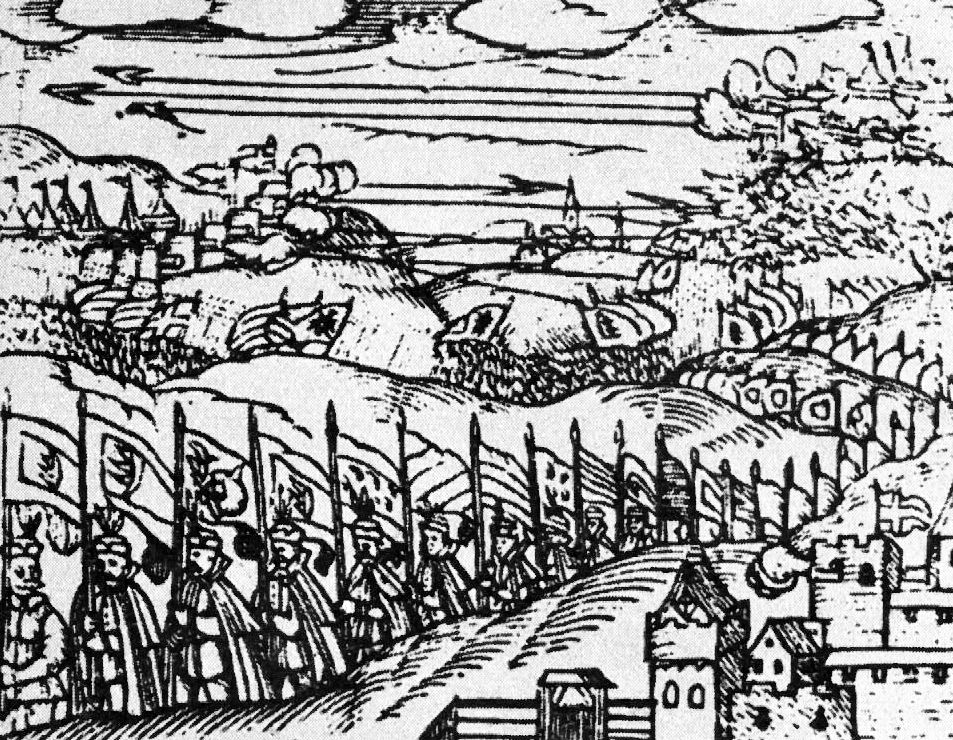
Michele il Coraggioso e Giorgio Basta sconfiggono la nobiltà magiara sul fiume Guruslău, 1601

## Dopo la battaglia

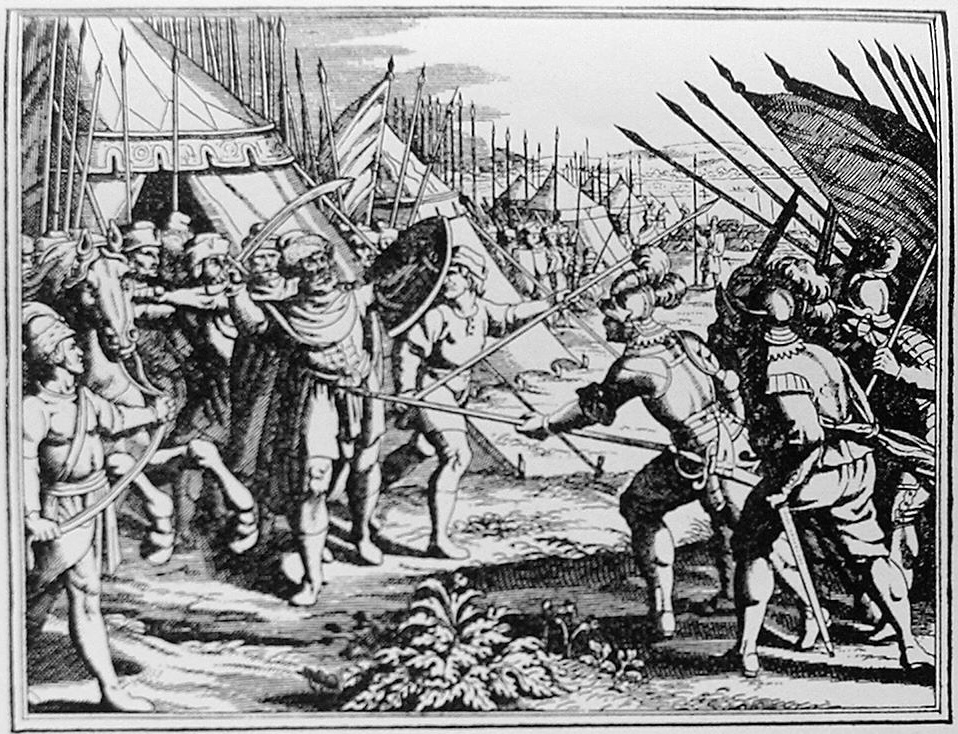
L'assassinio di Michele il Coraggioso a Câmpia Turzii, 1601

Pochi giorni dopo lo scontro nella piana di Guruslău, il 9 agosto Michele il Coraggioso venne assassinato, per ordine diretto di Basta, dai mercenari valloni a Câmpia Turzii presso Turda. Eliminato Michele, gli Asburgo attuarono l'occupazione militare della Transilvania che, in pochi anni, avrebbe portato alla sollevazione magiara guidata da István Bocskai, già gran consigliere del voivoda Sigismondo Báthory sconfitto a Guruslău.